# خوسيه روبرتو إسبينوزا
خوسيه روبرتو إسبينوزا (بالإسبانية: José Roberto Espinosa)‏ هو كيميائي مكسيكي، ولد في 1948 في Escuinapa Municipality ‏ في المكسيك، وتوفي في 4 يوليو 2007.